# عبر خط أدرياتيك
في 17 مايو 2016، وضعت الأساس لخط أنابيب عبر أدرياتيك (تاب) في ثيسالونيكي، اليونان. وسيكتمل بناء ممر الطاقة بإنشاء خط أنابيب من اليونان وألبانيا وتركيا إلى الجنوب من إيطاليا عن طريق البحر الأدرياتيكي.وسيكون لخط الأنابيب هذا إمكانيات كافية لنقل الغاز الأذربيجاني إلى السوق الأوروبية، وسيتيح إنشاء بنية تحتية لخطوط أنابيب الغاز المعقدة في أوروبا.ووقع اتفاق حكومي دولي بشأن خط أنابيب عبر البحر الأدرياتيكي (تاب) بين حكومات إيطاليا واليونان وألبانيا في 13 شباط / فبراير 2013.في 20 مايو 2015، أصدرت الحكومة الإيطالية خط أنابيب «تصريح واحد ل تاب».

## إنشاءات

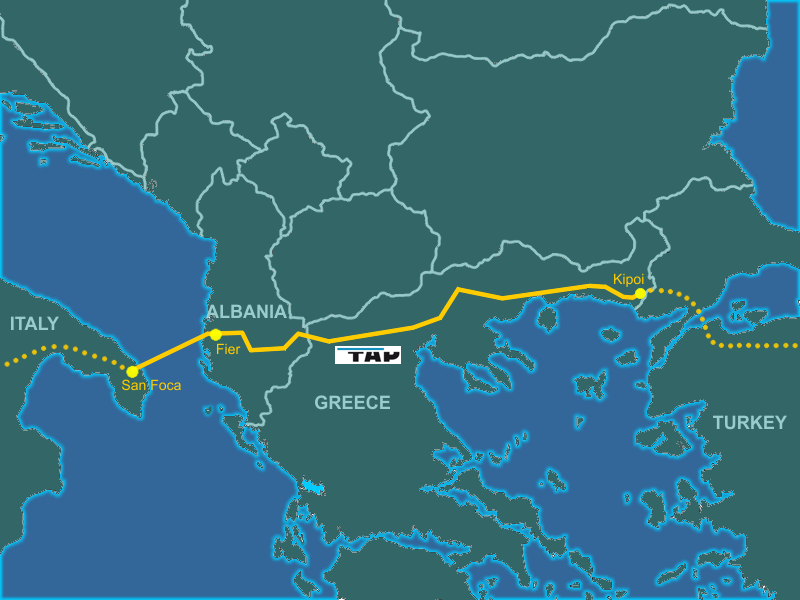

بدأ البناء تاب في مايو 2016.وفي صیف ھذا العام، تم إجراء استکشافات أثریة وتدابیر صحة نباتیة لأشجار الزیتون التي تنتھي في السطر لبحث ما إذا کانت الذخائر غیر المنفجرة قد تم العثور علیھا أثناء مسار تاب.تم الانتهاء من جميع المسوحات الجيولوجية لبناء النفق الصغير في شاطئ سان فوكا في وقت مبكر من عام 2016 وفي ديسمبر.وفي آذار / مارس، تم نقل الجزء الأول من أشجار الزيتون البالغ عددها 231 شجرة من المنطقة التي سيتم فيها إنشاء النفق الصغير.في 6 أبريل 2017، ألغت محكمة مقاطعة لاتسيو قرارا من وزارة البيئة الإيطالية لنقل أشجار الزيتون على خط الأنابيب في ميليندونيو، إيطاليا. وبعد ذلك، تم تعليق نقل أشجار الزيتون.وبعد ذلك، استأنف اتحاد تاب نقل أشجار الزيتون في إيطاليا عبر خط األنابيب.وبعد ذلك، تم تعليق نقل أشجار الزيتون.وفي 20 أبريل الماضى ايدت المحكمة الايطالية قرار محكمة مقاطعة لاتفيا.وبعد ذلك، استأنف اتحاد تاب نقل أشجار الزيتون في إيطاليا عبر خط األنابيب.وفي إطار القسم الذي يبلغ طوله 8 كيلومترات من برنامج المساعدة التقنية، تمت إزالة 210 أشجار زيتون من أراضي الميكروتنالي في آذار / مارس - تموز / يوليه 2017.تم نقل هذه الأشجار إلى روضة أطفال قريبة.سيتم تخزين الأشجار هنا دون صيانة مناسبة، وسيتم توفير الرعاية المناسبة. بعد الانتهاء من بناء خط الأنابيب، سيتم زرع أشجار الزيتون من تلقاء نفسها.كما تم تسليم الدفعة الاخيرة من الانابيب التي ستستخدم في الجزء الخارجى من تاب في 3 و 6 سبتمبر في برينديزى باقليم إيطاليا. وبالإضافة إلى ذلك، تم تخفيض عرض ممر البناء في الغابات في إيطاليا إلى 18 مترا من أجل التقليل إلى أدنى حد من التأثير على البيئة.ويبلغ عرض ممر البناء تاب في أجزاء أخرى من البلاد 38-28 مترا.

## الوصف
وخلال موسم الصيف، لم تقم إيطاليا بأعمال البناء على ساحل إيطاليا لمنع السياحة في المنطقة.وتستعد شركة تاب للبدء في البناء في إيطاليا مرة أخرى.وتشمل هذه الأعمال بناء طريق الوصول وحفر الخندق لبناء الميكروتنالي.كما سمحت المحكمة الدستورية الايطالية ببناء خط انابيب للغاز في مقاطعة بوليا. وسيتم بناء الجزء البحري من خط الأنابيب في 2018-2019.وفي البلدان التي يغطيها خط الأنابيب، يستخدم 500 5 شخص.

## أهمية

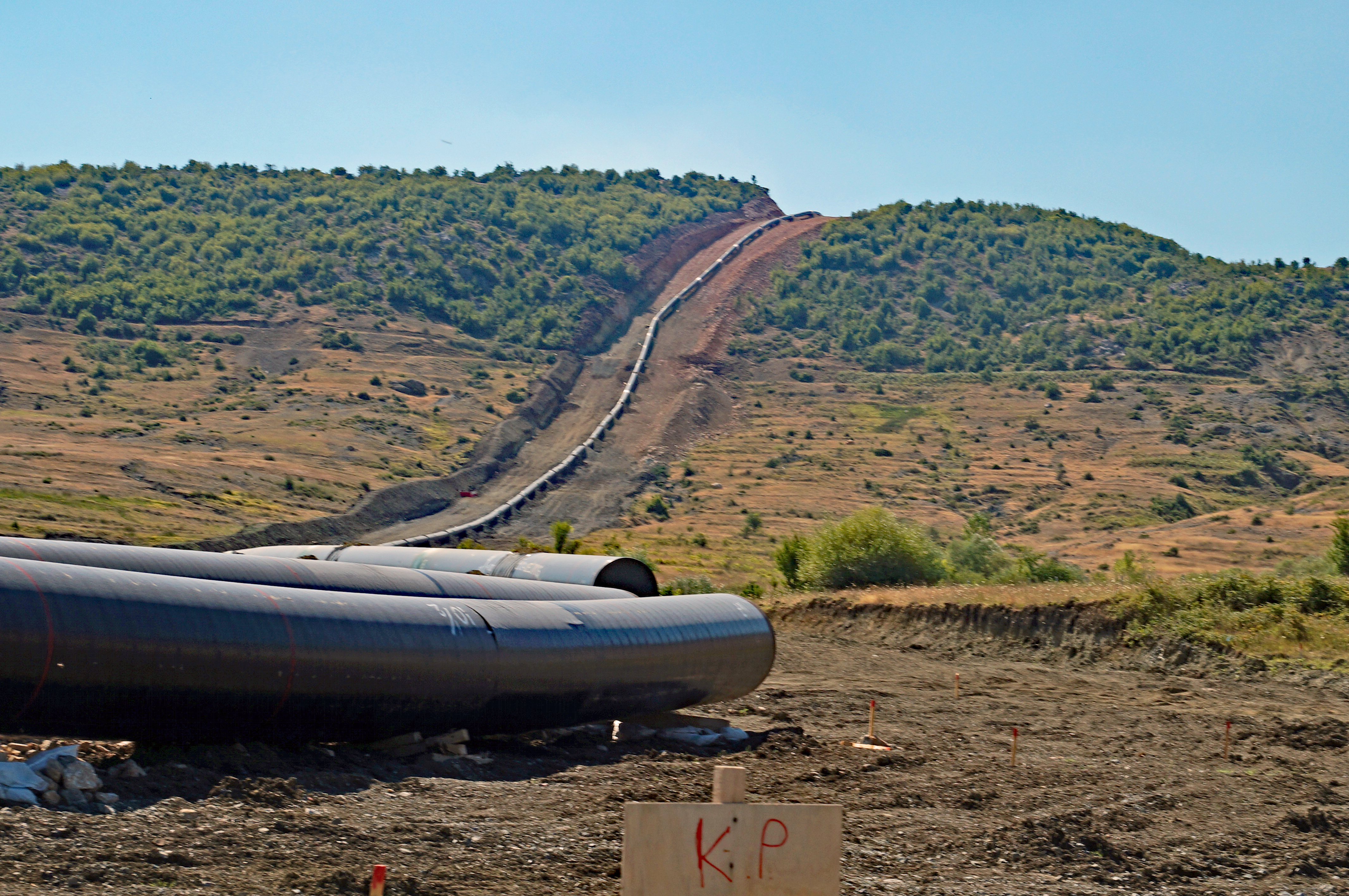

وسوف يساعد خط انابيب الغاز العابر الادرياتيكى إيطاليا على ان تصبح مركزا للغاز الطبيعى في أوروبا في عام 2020.كما يسهم برنامج «تاب» إسهاما كبيرا في سلامة الإمدادات، وهو أمر ذو أهمية كبيرة من حيث إمدادات الغاز الموثوقة والآمنة والمرنة بأسعار أكثر بأسعار معقولة في السوق.وسوف يدفع خط الانابيب امدادات الغاز الطبيعى ل 7 ملايين اسرة في دول البلقان وأوروبا الغربية.هذا المشروع هو فرصة عظيمة لتوصيل الغاز الأذربيجاني إلى الأسواق الأوروبية الكبرى مثل إيطاليا وألمانيا وفرنسا وبريطانيا وسويسرا والنمسا.ويعد برنامج المساعدة التقنية ذات أهمية إستراتيجية للحصول على إمدادات جديدة.وستتمكن شركة «تاب»، التي ستزود بعض البلدان بالغاز الأذربيجاني، من توفير 40 في المائة من احتياجات بلغاريا من الغاز.اليونان هي خط أنابيب الغاز المكثفات المصدرة من أذربيجان إلى ترانسكونكتور البلغارية (إنتركونكتور اليونان - بلغاريا - إيغاب)، والذي يسمح بإمدادات الغاز من حقل المكثفات الغاز شاه دنيز -2.وستكون سعة نقل الكهرباء الأولية لدى إيغيب 3 مليارات متر مكعب من الغاز.وتبلغ تكلفة المشروع حوالي 240 مليون يورو.في سبتمبر 2013، وقعت شركة بولجرغاز إيد عقدا لمدة 25 عاما لشراء مليار متر مكعب من الغاز سنويا في إطار مشروع شاه دينيز -2. وسوف يدفع الغاز الأذربيجاني ربع استهلاك بلغاريا.وفي عام 2017، سمحت الحكومة البلغارية ببناء وصلة الربط بين اليونان وبلغاريا، التي تنص على نقل الغاز الطبيعي الأذربيجاني إلى هذا البلد.ووفقا للوثيقة، سمح للمقاول بالقيام بأعمال البناء التي قدمت وفقا للمشروع المعتمد.ومن المقرر أن يبدأ تشغيل جهاز الربط المشترك بين إيغيب، الذي سينقل الغاز الأذربيجاني إلى بلغاريا، بحلول نهاية عام 2019.وبالإضافة إلى ذلك، سيتم تسليم خط الأنابيب الأيوني - الأدرياتيكي المزمع إقامته إلى الجبل الأسود وكرواتيا والبوسنة والهرسك.تم التوقيع على مذكرة تفاهم بشأن البناء المستقبلي لمشروع خط أنابيب أيون-أدرياتيك بين كرواتيا وألبانيا والبوسنة والهرسك والجبل الأسود وشركة النفط الحكومية في أذربيجان ضمن منتدى دوبروفنيك الذي عقد في 25-26 أغسطس 2016.

## ممر الغاز الجنوبي
وممر الغاز الجنوبي هو البنية التحتية العملاقة ومشروع أمن الطاقة العالمي لخط الأنابيب الذي يبلغ طوله 3000 كيلومتر لنقل الغاز المنتج من شاه دنيز المرحلة 2 إلى تركيا وأوروبا من بحر قزوين إلى أوروبا.يهدف ممر الغاز الجنوبي، وهو أحد مشاريع الطاقة ذات األولوية في التحاد األوروبي، إلى توسيع قطاعات الشاه دينيز - 2، وخط أنابيب جنوب القوقاز، وخط أنابيب عبر األناضول) تاناب (وخط أنابيب ترانس األدرياتيكي) خط أنابيب عبر األناضول (تاناب)) المشاريع.وتعتبر احتياطيات الغاز في أذربيجان فرصا جديدة لأوروبا.وقد جعل نقل هذه الفرصة إلى واقع ملموس الخيار الصحيح لطرق نقل الغاز إلى أوروبا.في 27 يونيو / حزيران 2012، وقع الرئيس الأذربيجاني الهام علييف ورئيس الوزراء التركي رجب طيب أردوغان عقدا مع تاناب.  وأخيرا، في 20 سبتمبر 2014، تم وضع ممر الغاز الجنوبي.7 حكومات لها مصلحة مباشرة في هذا المشروع.11 شركة لديها حصة في واحد أو أكثر من المشاريع.ومن خلال هذا المشروع، سيتم إشراك 11 مشترى غاز في أحجام الغاز الرئيسية الجديدة.ويواصل مشروع ممر الغاز الجنوبي توسيع خط أنابيب جنوب القوقاز مع تركيب محطات ضاغطة وخطوط أنابيب جديدة لزيادة طاقتها السنوية لتصل إلى 24 مليار متر مكعب، ليس فقط من الناحية المالية بل أيضا من الناحية التقنية المعقدة جدا.ومن المتوقع أن يتم تسليم الغاز الأولي إلى تركيا في منتصف عام 2018 وإلى أوروبا بحلول بداية عام 2020.

## المجلس الاستشاري
ويمثل تحقيق إطلاق البنية التحتية الرئيسية لممر الغاز الجنوبي في 2019-2020 أحد الأهداف الاستراتيجية الرئيسية لأوروبا وكذلك أذربيجان.وفي هذا الصدد، اقترح رئيس جمهورية أذربيجان إلهام علييف مبادرة المجلس الاستشاري لوزراء الطاقة في البلدان المعنية بتنفيذ المشروع ذي الصلة، الذي أدرك بشدة الأهمية الاستراتيجية لهذا المشروع، وأولى أهمية كبيرة لاحتمالات زيادة تعميق تعاونه في مجال الطاقة، وتنظيم المجلس الاستشاري وزارة الطاقة في جمهورية أذربيجان.وكان الاجتماع الثالث للوزراء في المجلس الاستشاري لممر الغاز الجنوبي في 23 فبراير 2017 ناجحا جدا وأظهرت أذربيجان مرة أخرى دورها القيادي.وقد وقع الإعلان المشترك مسؤولون من 12 دولة هي أذربيجان وجورجيا وتركيا واليونان وبلغاريا والبانيا وإيطاليا وكرواتيا والجبل الاسود والولايات المتحدة وبريطانيا العظمى والمفوضية الاوربية حول نتائج اجتماع المجلس الاستشارى.وإذ ترحب بالإنجازات الهامة التي تحققت في تنفيذ هذا المشروع منذ الاجتماعين الوزاريين الأول والثاني اللذين عقدا في باكو في 12 فبراير 2015 و 29 فبراير 2016، فإن الموافقة النهائية على جميع الإجراءات المطلوبة لإنجاز أعمال البناء، وأيدوا جهودهم الأخرى.كما دافعوا عن اهتمامهم بخط الأنابيب المشترك بين اليونان وبلغاريا وخط الأنابيب الأيوني الأدرياتيكي ومشروع تركيا - بلغاريا.

## إستراتيجية الطاقة
الهدف من إستراتيجية الطاقة هو تشكيل ممر غاز قوي جدا، على نطاق واسع.وبالنظر إلى أن القطاع الأذربيجاني في بحر قزوين غني بموارد تكاثف الغاز، فقد تم تصميم ممر الغاز الجنوبي بحيث يمكن زيادة كل جزء من قطاعاته، بما في ذلك خط أنابيب الغاز، لتوفير كميات إضافية من الغاز في المستقبل.وفي المستقبل، يمكن لتركمانستان وكازاخستان استخدام البنية التحتية لتصدير مواردهما الغازية الضخمة إلى السوق الأوروبية.ومن الممكن أيضا إضافة موارد الغاز والطاقة إلى إيران والعراق.هذا مشروع فريد من نوعه يهدف إلى الاستفادة من جميع البلدان على الطريق من بحر قزوين إلى قلب أوروبا.ويمثل تحقيق إطلاق البنية التحتية الرئيسية لممر الغاز الجنوبي في 2019-2020 واحدا من الأهداف الاستراتيجية الرئيسية في أوروبا وأذربيجان.وفي هذا الصدد، اقترح رئيس جمهورية أذربيجان إلهام علييف مبادرة المجلس الاستشاري لوزراء الطاقة في البلدان المعنية بتنفيذ المشروع ذي الصلة، الذي أدرك بشدة الأهمية الاستراتيجية لهذا المشروع، وأولى أهمية كبيرة لاحتمالات زيادة تعميق تعاونه في مجال الطاقة، وتنظيم المجلس الاستشاري وزارة الطاقة في جمهورية أذربيجان.
- وعقد الاجتماع الثاني للمجلس الاستشاري لممر الغاز الجنوبي في 12 فبراير 2015، والاجتماع الثاني في 29 فبراير 2016، والاجتماع الثالث في 23 فبراير 2017.